# 組織知識儲存
知識儲存（英語：Knowledge Store），指組織將內、外對組織有價值的知識，經過選擇與過濾和加工與提煉來進行知識萃取，將最終所獲得的知識儲存在適當媒介並設計多元、便利、簡易的介面供組織員工使用，且依知識的類型、生命周期進行更新，以維持其效用謂之。

## 定義
係指組織將有價值的知識經過選擇、過濾、加工與提煉後，儲存在適當媒介內以利需求者能更便利、快速地擷取，並隨時更新與重整其內容與結構。

## 知識的儲存重點
林東清認為知識的儲存重點有下列：
1. 選擇性
2. 經過提煉
3. 不同的儲存媒介
4. 方便擷取
5. 更新與重整